# Engenharia militar

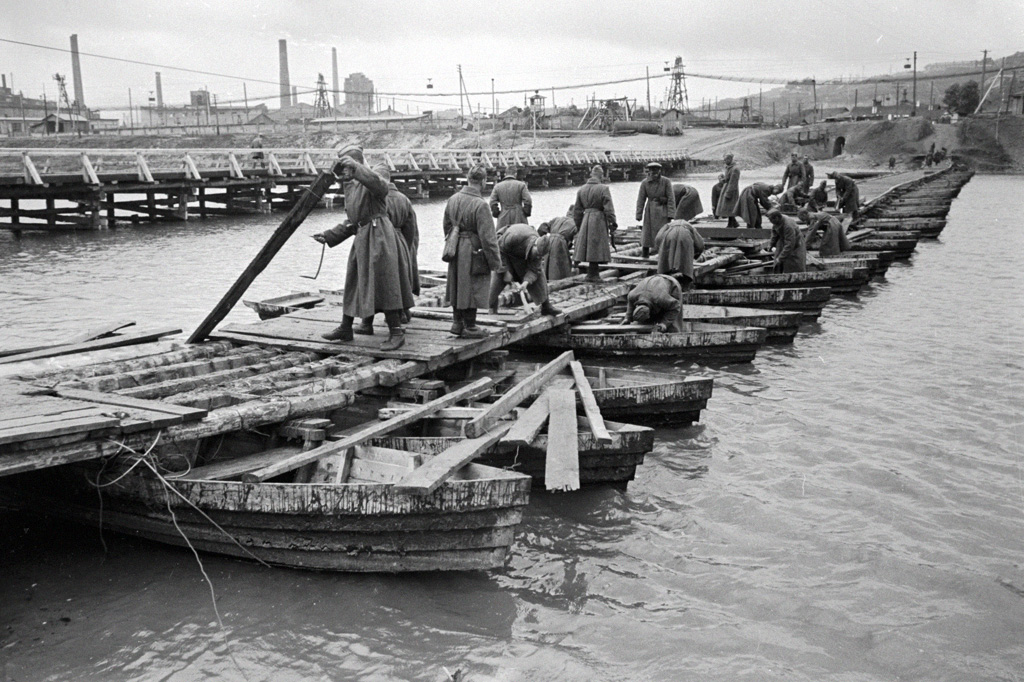
Sapadores soviéticos construindo um pontão sobre o rio Seversky Donets, no Oblast de Donetsk na Ucrânia, em 1º de agosto de 1943.

Engenharia militar é o ramo da engenharia que dá apoio às atividades de combate dos exércitos dentro do sistema MCP (Mobilidade, Contramobilidade e Proteção) construindo pontes, campos minados, estradas, etc. se encarregando da destruição dessas mesmas facilidades do inimigo e aumentando o poder defensivo por meio de construção ou melhoramento de estruturas de defesa. Além de suas missões clássicas de apoio ao combate em situação de guerra, atua em época de paz como pioneira ou colaboradora na solução de problemas de infra-estrutura do desenvolvimento nacional.
Os engenheiros militares que têm por missão atuar em situações de combate são designados Sapadores ou Engenheiros de Combate.

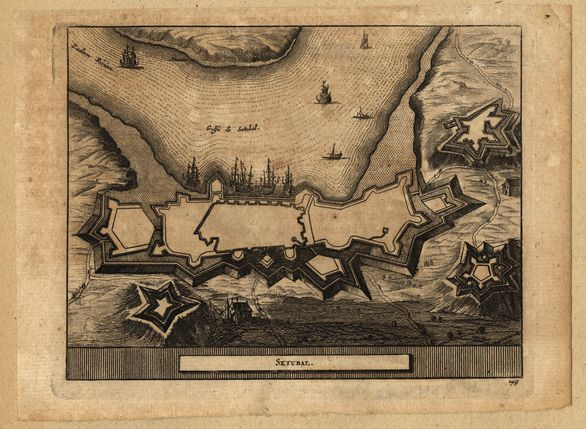
Planos das fortificações de Setúbal no século XVIII.

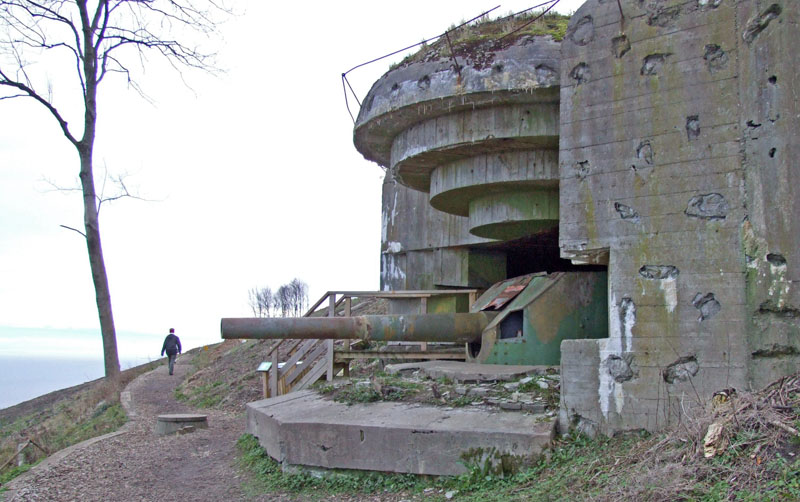
Fortificação na Dinamarca do tempo da Segunda Guerra Mundial.

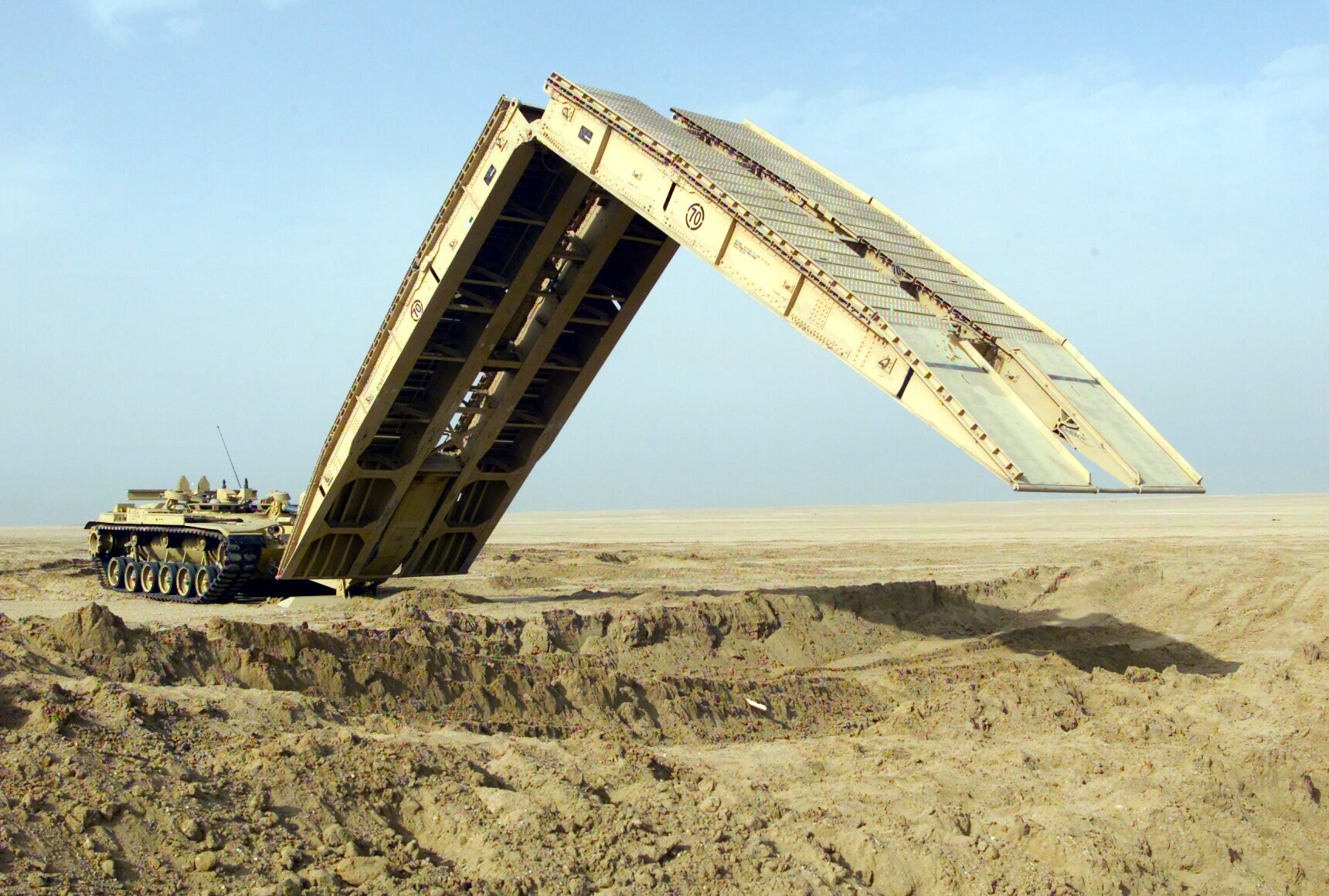
Veículo blindado lança pontes preparando a transposição de uma vala.

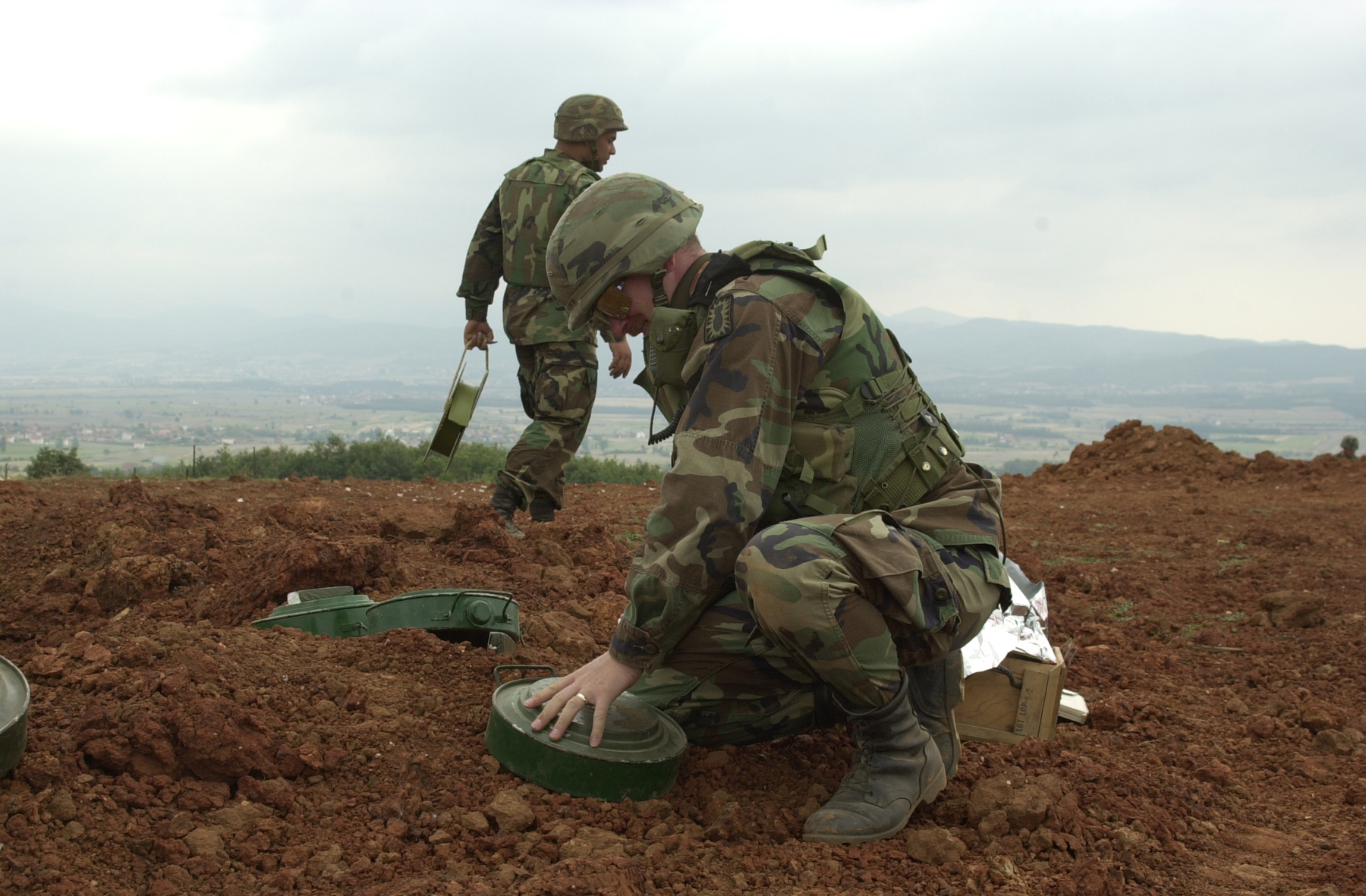
Soldados do Exército dos EUA numa operação de remoção de minas terrestres.

## Origens da engenharia militar
A primeira civilização a ter uma força especialmente dedicada à Engenharia Militar foi talvez a Romana. As legiões romanas tinham um corpo de engenheiros conhecidos por architecti. A Engenharia Militar Romana tornou-se proeminente entre as suas contemporâneas e a escala de certos dos seus feitos, tais como a construção de fortificações com comprimentos superiores a 60 km em apenas algumas semanas.

## A engenharia militar defensiva
As fortificações defensivas são projectadas para prevenir a sua penetração por tropas inimigas. Fortificações de pequena escala podem consistir apenas em muros de terra e trincheiras. O princípio é o de atrasar a progressão dos assaltantes de modo a poderem ser neutralizados pelos defensores em posições abrigadas. A maioria das fortificações de grandes dimensões não consiste numa única estrutura, mas sim numa série de fortificações concêntricas de crescente resistência. Assim, uma cidade fortificada medieval, incluiria numa primeira linha de defesa a muralha que a circundaria, numa segunda linha o castelo ou cidadela, e em terceira linha, a torre de menagem.
Desde o século XX a colocação de campos de minas e a sua manutenção é outras das tarefas defensivas da Engenharia Militar.
Em operações defensivas de retardamento, em caso de retirada de uma força, a sua Engenharia Militar poderia realizar acções como a destruição de pontes e a colocação de armadilhas.

## A engenharia militar ofensiva
No passado, para o assalto a fortificações, eram usados engenhos de cerco, tais como catapultas, aríetes ou torres de assalto. Estes engenhos destinavam-se ou a destruir as fortificações ou a permitir a sua penetração por forças de assalto.
Com o começo da utilização militar de explosivos, começou a utilização da minagem ou sapa. Esta consistia na abertura de túneis (minas) ou trincheiras sob as muralhas, nas quais eram colocados explosivos que provocavam o seu desmoronamento.
Desde o século XX que uma importante missão ofensiva da Engenharia Militar é a limpeza de campos de minas.
A travessia de cursos de água, tarefa realizada pelos pontoneiros através da colocação de pontões, pontes ou utilização de embarcações é outra das missões da Engenharia Militar em acções ofensivas.

## Engenharia militar em Portugal
A Engenharia Militar no território do atual Portugal é anterior à fundação do próprio Estado Português, conforme o comprovam os vestígios arqueológicos de fortificações desde a pré-história.
Com a incorporação da Lusitânia pelo Império Romano, teve lugar a Engenharia Militar difundida pelas legiões romanas, responsáveis por construções não apenas militares, mas ainda, de estradas e pontes, algumas delas ainda em uso em nossos dias.
A moderna Arma de Engenharia nasceu em 1647 com a criação, por decreto de João IV de Portugal, do Corpo de Obreiros Sapadores que, em 1793 deu origem ao Real Corpo de Engenheiros do Exército Português. Este corpo, a princípio apenas integrado por oficiais engenheiros, tinha por missão dirigir a construção, a defesa e o ataque de fortificações, a construção e conservação de outros edifícios e vias de comunicação militares, o reconhecimento de fronteiras e regiões, o levantamento de cartas geográficas e cartográficas e a configuração de plantas, cartas topográficas e memórias militares.
Até 1812, o Corpo de Engenheiros utilizava como mão de obra operária, tropas de outras armas, sobretudo sapadores e pontoneiros integrados até aí nos regimentos de artilharia. Nesse ano foi fundada uma unidade de engenharia, o Batalhão de Artífices Engenheiros, composto por tropas de artífices, mineiros, sapadores e pontoneiros.
Antigamente a Arma de Engenharia também era responsável pelas áreas de Transmissões, Aeronáutica, Caminhos de Ferro e Transporte Automóvel. Estas áreas são agora da responsabilidade de outras armas e serviços.

### Nos dias modernos
A Arma de Engenharia do Exército Português, actualmente exerce a sua actividade nas seguintes áreas funcionais:

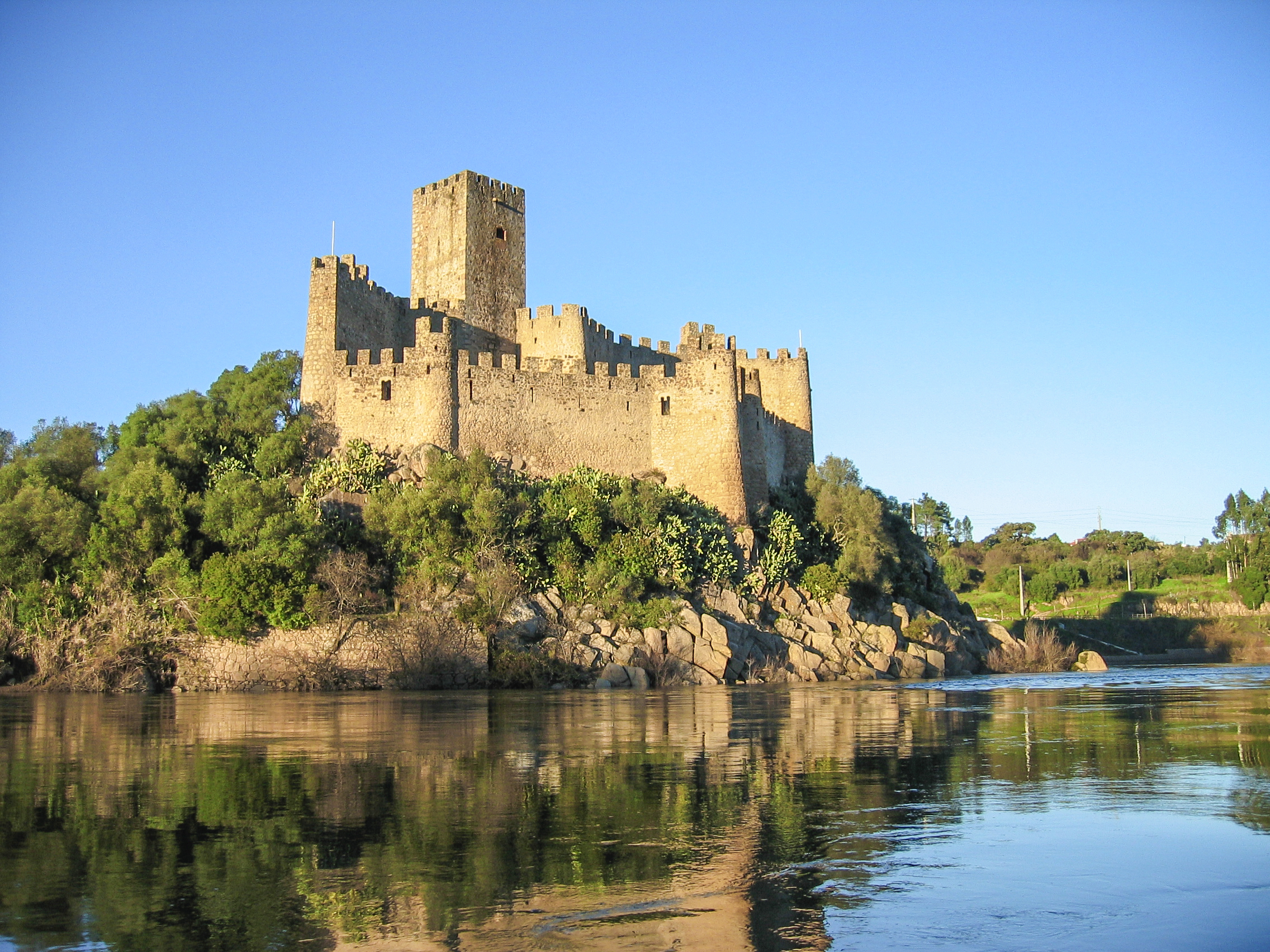
O Castelo de Almourol próximo a Santarém, Portugal

- Construções Verticais e Horizontais;
- Transposição de Cursos de Água;
- Vigilância e Contra-Vigilância;
- Explosivos, Destruições, Minas e Armadilhas;
- Defesa Nuclear, Biológica e Química e Protecção Ambiental.

Como Unidades de engenharia da Estrutura Base do Exército existem actualmente:
- Companhia de Engenharia da Brigada Mecanizada;
- Escola Prática de Engenharia;
- Regimento de Engenharia Nº 1;
- Regimento de Engenharia Nº 3.

Hoje em dia, a Arma de Engenharia, apesar do nome, é apenas uma das armas e serviços a desenvolver atividades de Engenharia Militar. Outras armas e serviços desenvolvem actividades de engenharia em diversas áreas, nomeadamente:
- Arma de Transmissões: atividades de Engenharia Electrotécnica e Engenharia de telecomunicações;
- Serviço de Material: atividades de Engenharia Mecânica e Engenharia Electrotécnica;

Para o desempenho das suas funções os oficiais das Armas de Engenharia e Transmissões e do Serviço de Material recebem formação superior em engenharia na Academia Militar.

## Engenharia militar no Brasil

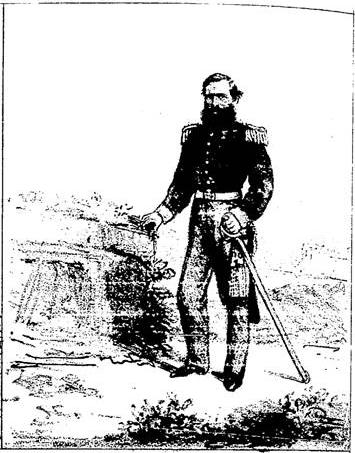
Tenente-coronel João Carlos de Villagran Cabrita, patrono da Arma de Engenharia do Exército Brasileiro.

O marco inicial no Brasil foi o envio, em 1774, ao Brasil, do tenente-coronel Antônio Joaquim de Oliveira, encarregado de ensinar arquitetura militar na aula do regimento de artilharia. Disciplina esta necessária às obras de fortificação do território.
Alguns anos depois, em 1792, por ordem de Dona Maria I, Rainha de Portugal, foi instalada, na cidade do Rio de Janeiro, a Real Academia de Artilharia, Fortificação e Desenho. Essa foi a primeira escola de engenharia das Américas e terceira do mundo, sendo instalada na Casa do Trem de Artilharia, na Ponta do Calabouço, onde atualmente funciona o Museu Histórico Nacional.
Tinha por objetivo formar oficiais das Armas e Engenheiros para o Brasil-Colônia. Os cursos de Infantaria e de Cavalaria tinham a duração de três anos, o da Artilharia, cinco anos. O curso de Engenharia durava seis anos, sendo que no último ano eram lecionadas as cadeiras de Arquitetura Civil, Materiais de Construção, Caminhos e Calçadas, Hidráulica, Pontes, Canais, Diques e Comportas.
A Real Academia tornou-se a base para a implantação da Academia Real Militar, criada em 23 de abril de 1811, por ordem de D. João VI. Foi o primeiro núcleo de formação de engenheiros militares no Brasil e funcionou ininterruptamente até 1918. Em 1928 foi criada a Escola de Engenharia Militar, cujo funcionamento iniciou três anos depois e tornou-se mais tarde a Escola Técnica do Exército em 1933, a Academia Militar das Agulhas Negras (AMAN) em 1951 e o Instituto Militar de Engenharia (IME) em 1959.

### Atualmente
A Engenharia militar brasileira divide-se em duas vertentes: A Engenharia de Combate e a de Construção.
A Engenharia de Combate apóia as armas-base Cavalaria e Infantaria, facilitando o deslocamento das tropas amigas através de construção de pontes, melhoramento de estradas, etc. Dificultando o deslocamento das tropas inimigas através do lançamento de campos minados, obstáculos de arame, etc. E promovendo a proteção da tropa através da construção de Postos de Comando, camuflagem, etc.

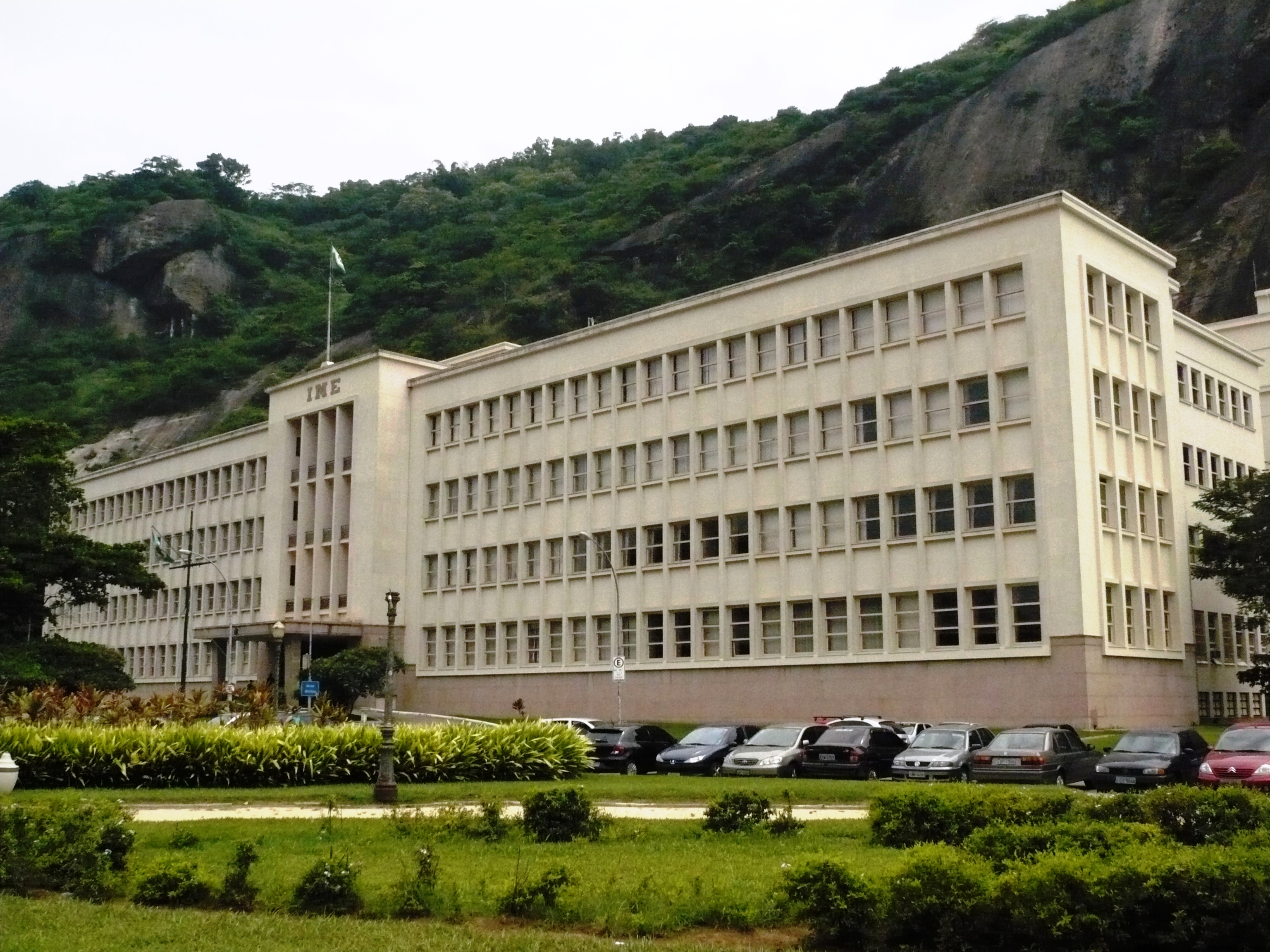
O Instituto Militar de Engenharia (IME), Rio de Janeiro

A Engenharia de Construção, em tempo de paz, promove através dos trabalhos de seus Batalhões o desenvolvimento econômico nacional, com a construção de estradas, aeroportos, açudes, etc. Principalmente em regiões inóspitas que não são de interesse da iniciativa privada.
Patrono da Arma de Engenharia: João Carlos de Villagran Cabrita (Montevidéu, 30 de dezembro de 1820 - Itapiru, 10 de abril de 1866) foi um engenheiro militar brasileiro. Participou da criação da primeira unidade de Engenharia do Exército Brasileiro, o 1º Batalhão de Engenheiros, partindo com ela para a Guerra do Paraguai, em junho de 1865. No ano seguinte assumiu o comando do batalhão. É o patrono da arma de engenharia do Exército, que comemora seu dia em 10 de abril.

### OsCorpos de Bombeiros Militares
Os primeiros bombeiros militares surgiram na Marinha, devido os riscos de incêndio nos antigos navios de madeira; porém eles existiam apenas como uma especialidade, e não como Corporação. A denominação de bombeiros deveu-se a operarem principalmente bombas d’água, toscos dispositivos em madeira, ferro e couro.

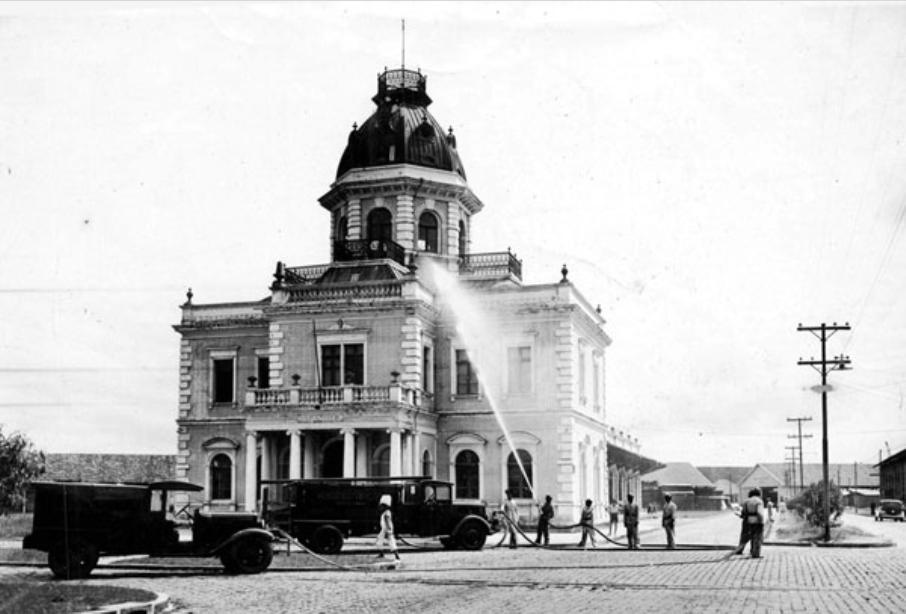
Treinamento do Corpo de Bombeiros do Paraná. Alfândega de Paranaguá.

No Brasil, a primeira Corporação de Bombeiros foi criada pelo Imperador D.Pedro II em 1856. No início ela não possuía caráter militar, e foi somente em 1880 que seus integrantes passaram a ser classificados dentro de uma hierarquia militarizada. Devido as afinidades culturais e linguísticas com a França, a Corporação passou a adotar como modelo os Sapeurs-Pompiers de Paris; os quais eram classificados como Arma de Engenharia Militar, e organizados para servirem como pontoneiros ou sapadores quando necessário.
Em 1915 a legislação federal passou a permitir que as forças militarizadas dos Estados pudessem ser incorporadas ao Exército Brasileiro, em caso de mobilização nacional. Em 1917 a Brigada Policial e o Corpo de Bombeiros da Capital Federal tornaram-se oficialmente Reservas do Exército; condição essa a seguir estendida aos Estados. Nesse período os Corpos de Bombeiros, como integrantes das Forças Estaduais, participaram com brio dos principais conflitos armados que atingiram o país.